# Nick McDonald
(en) Statistiques sur pro-football-reference
Nick McDonald (né le 27 juin 1987 à Salinas) est un joueur de football américain évoluant au poste de offensive guard.

## Carrière
McDonald fait ses études à l'université d'État de Grand Valley. Mis sur la liste du draft 2010 de la NFL, il n'est choisi par aucune équipe. Il signe finalement un contrat comme agent libre avec les Packers de Green Bay le 26 avril 2010, avec qui il remporte le Super Bowl XLV.
En 2011, il signe avec les Patriots de la Nouvelle-Angleterre.